# West Newbury (Massachusetts)

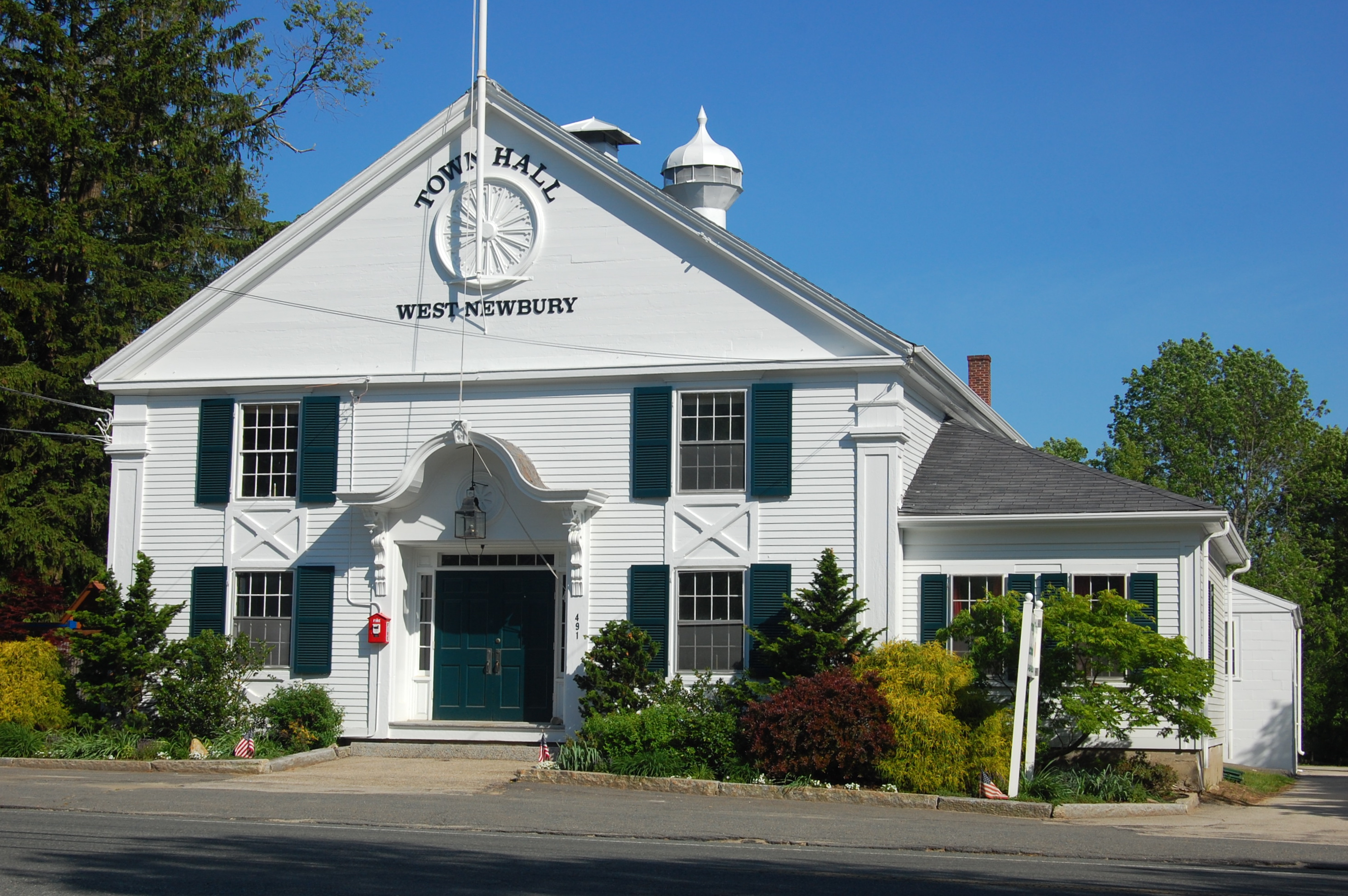
Gemeentehuis

West Newbury is een stad in Essex County (Massachusetts), Verenigde Staten. De plaats ligt aan de rivier de Merrimack en had bij de volkstelling van 2006 een inwonertal van 4.450.
Samen met naburige Merrimac en Groveland is het onderdeel van het regionale schooldistrict van Pentucket.

## Geboren
- John Cena (1977), is een Amerikaans worstelaar bij WWE